# FIFA World Player of the Year 2007

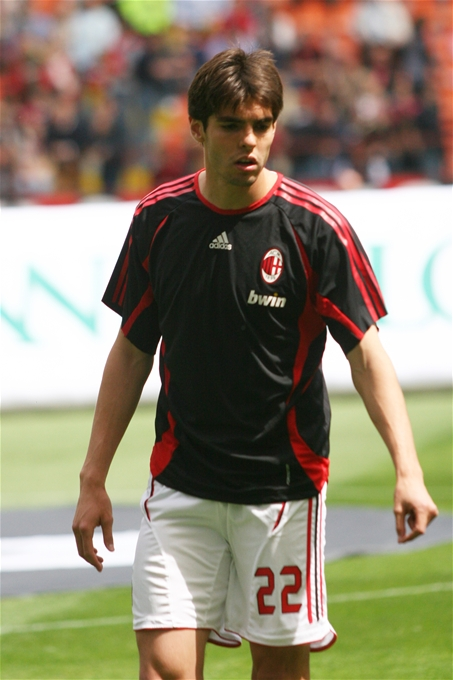
Kaká, vincitore del FIFA World Player 2007

L’edizione 2007 del FIFA World Player, 17ª edizione del premio calcistico istituito dalla FIFA, fu vinta dai brasiliani Kaká (Milan) e Marta (Umeå).
A votare per la graduatoria maschile furono 330 giurati, di cui 165 commissari tecnici e altrettanti capitani, mentre per quella femminile furono 274, di cui 137 commissari tecnici e altrettanti capitani.